# Etheostoma phytophilum
Etheostoma phytophilum är en fiskart som beskrevs av Henry L. Bart och Taylor, 1999. Etheostoma phytophilum ingår i släktet Etheostoma och familjen abborrfiskar. Inga underarter finns listade i Catalogue of Life.